# Aksel Hennie
Aksel Hennie (Oslo, 1975. október 29. –) norvég színész, rendező és forgatókönyvíró. 
Színészként számos sikeres filmben volt látható, többek közt: Fejvadászok, A hősök kora, Herkules, Mentőexpedíció, The Doorman – Több mint portás, Az utazás, valamint a Sisu és a Spermageddon.
Színházban is szerepel, valamint graffitiket is készít. Számos filmes díj birtokosa. 